# Хёрд, Эдит
Эдит Хёрд (Edith Heard; род. 5 марта 1965) — британский учёный, специализирующаяся на эпигенетике. Член Лондонского королевского общества (2013) и иностранный член НАН США (2021), профессор Коллеж де Франс и с января 2019 года является главным директором Европейской Молекулярно-биологической лаборатории (EMBL). С 2010 по 2018 год возглавляла департамент генетики и биологии развития в институте Кюри в Париже. Известна благодаря своим открытиям в области инактивации Х-хромосомы.

## Биография
Получила степень бакалавра гуманитарных наук в области естественных наук (генетика) в Кембриджском университете, колледж Эммануила в 1986 году. Защитила кандидатскую диссертацию в Имперском колледже Лондона в 1990 году по исследованиям амплификации генов в клетках крыс, работая в лаборатории Имперского Фонда исследований рака в Лондоне.
Основными областями исследований Хёрд являются генетика, эпигенетика и биология развития, в частности, инактивация Х-хромосомы, которая происходит, когда выключается одна из двух копий Х-хромосомы у самок млекопитающих. Хёрд и её коллеги подтвердили, что инактивация Х-хромосомы происходит не один раз, а дважды во время развития: сначала во всех клетках, предназначенных для создания плаценты, а затем в клетках, из которых формируется эмбрион.

## Награды и отличия
- Член Academia Europaea.
- Член EMBO с 2005 года.
- Премия ФСЭР (2005)[12].
- Приза Жана Гамбургера (2009).
- Гран-при Фонда Медицинских Исследований (2011).
- Член Королевского общества в знак признания её открытий в эпигенетике (2013)[13].
- Приз Инзерм Гран-при за её работу в эпигенетике (2017)[14].
- Familie-Hansen-Preis (2019).
- Премия Л’Ореаль — ЮНЕСКО «Для женщин в науке» (2020).
- Медаль Круна (2025)

## Личная жизнь
Эдит Хёрд замужем за молекулярным биологом Винсентом Коло. У них двое детей.